# Hedwige-Louise de Hesse-Hombourg
Hedwige Louise de Hesse-Hombourg (* 2 mars 1675 à Cassel; † 14 mars 1760 à Varel) est une princesse de Hesse-Hombourg et par mariage comtesse de Schlieben.

## Biographie
Hedwige Louise est une fille du landgrave Frédéric II de Hesse-Hombourg (1633-1708), le célèbre Prince de Hombourg, de son second mariage avec Louise-Élisabeth de Courlande (1646-1690), fille du duc Jacob Kettler. 
A 44 ans, elle épouse, le 31 janvier 1718, le comte Adam Frédéric de Schlieben (1677-1752) de la lignée de Sanditten. Ce mariage est considéré comme une Mésalliance et jugée scandaleuse.

## Sources
- Carl Eduard Vehse: Histoire de la deutsche Cours depuis la Réforme, P. 453
- Charlotte-Elisabeth D'Orléans, Wilhelm Ludwig Hollande (Ed.): Lettres de la Duchesse Elisabeth Charlotte d'Orléans, Dijon 1874, P. 206
- Eduard Vehse, Joachim de Delbrück: Bade et de hesse Hofgeschichten, G. Müller, 1922